# Lori Meyers
Lori Meyers és un grup de pop-rock indie espanyol, originari de la localitat granadina de Loja. Es van formar a principis de 1998 per Antonio López (Noni), Julián Méndez, Alejandro Méndez i Alfredo Núñez. Des d'aleshores han passat de ser un grup totalment desconegut a ser una de les apostes més prometedores del panorama indie nacional. De fet, el seu disc Cronolánea ha estat nomenat per la revista Mondo Sonoro com el millor disc espanyol de l'any 2008.

## Discografia

### Àlbums
- Viaje De Estudios (2004)
- Hostal Pimodan (2005)
- Hostal Pimodan (reedició) (2CD) (2006)
- Cronolánea (2008)
- Cuando el destino nos alcance (2010)
- Impronta (2013)

### EPs i singles
- Ya Lo Sabes (EP) (2004)
- La Caza (EP) (2005)
- Dilema/Televisión (Single) (2006)
- Luces de Neón (Single) (2008)
- Mi realidad (Single) (2010)
- ¿A-Ha han vuelto? (Single) (2011)
- El tiempo pasará (Single) (2013)
- Planilandia (Single) (2013)
- Emborracharme (Single) (2013)

### Àlbum tribut
- Homenaje a Los Ángeles - Intervenciones estelares (2005)

## Curiositats
El seu nom es deu a una cançó de NOFX de l'àlbum Punk in Drublic.